# 沃洛瓦 (韋爾霍維納區)
48°14′35″N 24°41′49″E / 48.24306°N 24.69694°E
沃洛瓦（烏克蘭語：Волова），是烏克蘭的村落，位於該國西部伊萬諾-弗蘭科夫斯克州，由韋爾霍維納區負責管轄，處於伊利齊亞河畔，始建於1849年，面積19平方公里，2001年人口230。